# James Chisholm
Pour les articles homonymes, voir Chisholm.

a Compétitions nationales et continentales officielles uniquement.

b Matchs officiels uniquement.
Dernière mise à jour le 26 décembre 2024.
James Chisholm, né le 11 août 1995 à Haywards Heath (Angleterre), est un joueur anglais de rugby à XV jouant aux postes de troisième ligne aile et de troisième ligne centre avec les Harlequins.
Son frère ainé, Ross Chisholm (en), est également un joueur professionnel de rugby à XV.

## Biographie
James Chisholm commence la pratique du rugby à XV au Haywards Heath RFC et joue plus tard avec l'équipe d'Angleterre des moins de 20 ans. Il est notamment élu meilleur joueur du Championnat du monde junior en 2015. Il est aussi champion du Sussex de saut en hauteur en moins de 18 ans.
Il rejoint le centre de formation des Harlequins à l'été 2013. La même année, il fait ses débuts professionnels en Coupe anglo-galloise contre les Exeter Chiefs.
En 2014, il est prêté au London Scottish FC et joue pour la première fois avec cette équipe en deuxième division contre les Jersey Reds. Il prolonge ensuite son prêt pour la saison 2015-2016. Ce contrat lui permet de jouer à la fois pour les London Scottish et pour les Harlequins.
Durant l'été 2016 il est sélectionné avec les England Saxons (équipe d'Angleterre réserve) pour une tournée en Afrique du Sud. Après, il prolonge son contrat avec les Harlequins pendant la saison 2016-2017.
Il marque un essai dans la finale de Coupe d'Angleterre 2020 perdue contre les Sale Sharks. Il joue ensuite la finale du Championnat d'Angleterre 2020-2021 remportée 40 à 38 contre les Exeter Chiefs.
Après une blessure, qui le fait manquer le début de saison 2022-2023, il fait son retour à la compétition en prêt en deuxième division aux London Scottish.